# Laubieria secunda
Laubieria secunda is een eenoogkreeftjessoort uit de familie van de Metidae. De wetenschappelijke naam van de soort is voor het eerst geldig gepubliceerd in 1967 door Wells.